# Luca Campigotto
Luca Campigotto (Venezia, 23 febbraio 1962) è un fotografo italiano.
Si è laureato a Venezia in storia moderna con una tesi sull'epoca delle grandi scoperte geografiche. Dall'inizio degli anni novanta ha legato la propria ricerca al tema del viaggio, realizzando progetti a colori e in bianconero sulle città di notte e i paesaggi selvaggi. I suoi lavori principali sono dedicati a Venezia, Il Cairo, i paesaggi di montagna della Grande Guerra, New York e Chicago.
Come ha scritto W. Guadagnini: «[...] le sue fotografie slittano ben presto in un'altra dimensione, che è quella dell'immaginario. Un immaginario che davanti allo spettacolo naturale cerca non un Altro da sé, né la conferma delle proprie certezze, ma i modi per rendere visibile la dismisura dell'emozione».

## Libri
- American Elegy, testi di Walter Guadagnini, Mauro Pala, Roberto Puggioni, Silvana, Milano 2021
- L'ora blu, testo di Denis Curti, Fondazione Capri, Capri 2019
- Matera, testo di Luca Campigotto, Opera, San Benedetto del Tronto 2019
- Disoriente, testi di Luca Campigotto, Postcart, Roma 2018
- Venezia, storie d'acqua, testi di Tiziano Scarpa, Luca Campigotto, Silvana, Milano 2018
- Iconic China, testo di Bill Hunt, Damiani, Bologna 2016
- Teatri di guerra - Theatres of War, testi di Mario Isnenghi, Lyle Rexer, Gustavo Pietropolli Charmet, Marco Meneguzzo, Silvana, Milano 2014
- Gotham City, testo di Marvin Heiferman, Damiani, Bologna 2012
- My Wild Places, testo di Walter Guadagnini, Hatje Cantz, Ostfildern 2010
- The Stones of Cairo, testo di Achille Bonito Oliva, Peliti Associati, Roma 2007
- Venicexposed, testo di Henry James, Contrasto, Roma/ Thames&Hudson, London/ La Martinière, Paris 2006
- L'Arsenale di Venezia, testo di Gino Benzoni, Marsilio, Venezia 2000
- Molino Stucky, Marsilio, testo di Massimo Cacciari, Venezia 1998
- Venetia Obscura, testo di Gino Benzoni, Peliti Associati, Roma / Dewi Lewis, Stockport / Marval, Paris 1995

## Mostre
- Teatri di guerra  Museo del Vittoriano, Roma 2014 - Palazzo Ducale, Venezia 2014
- Gotham and Beyond, Laurence Miller Gallery, NYC 2013
- My Wild Places, Palazzo Fortuny, Venezia 2010-11
- Nightscapes, Musei San Domenico, Forlì 2019-20

## Mostre collettive
- 47ª Biennale di Venezia, 1997
- CCA, Montreal 1998
- Galleria Gottardo, Lugano 1998
- The Art Museum, Miami 1999
- IVAM, Valencia 2003
- Mois de la Photo, Parigi 2006
- Festival della Fotografia, Roma 2006 - 2007
- MEP, Parigi 2007
- The Warehouse, Miami 2008
- MAXXI, Roma 2010
- 54ª Biennale di Venezia, 2011
- Landmark, Somerset House, London 2014
- Hopperiana, Photology Online Gallery 2020

## Testi
- Al-Qāhirah: Luca Campigotto in Egitto, di Flaminio Gualdoni, FMR nr.17 2007
- Fotografare significa trattenere il respiro, di Achille Bonito Oliva, Obiettivo Napoli, Electa Napoli 2005
- L'immagine fotografica in Italia, by Uliano Lucas e Tatiana Agliani, Storia d'Italia, Annali 20, Einaudi, Torino 2004
- Indugiare sul mondo con compassione, Abitare nr.455, 2005
- Fotologia nr. 20, a cura di Italo Zannier, Fratelli Alinari, Firenze 1999
- Luca Campigotto, a cura di Francesca Fabiani, Fotografia-Le collezioni, MAXXI Architettura, Electa, Roma 2010
- L'impossibilità di dimenticare, di Gustavo Pietropolli Charmet Fuori di casa, Imagina, Venezia 1998
- VenicExposed, di Harvey Goldstein, Rangefinder Magazine, Gennaio 2007

## Collezioni
- Maison Européenne de la Photographie, Parigi
- Canadian Centre for Architecture, Montreal
- The Progressive Collection, Cleveland
- The Margulies Collection at the Warehouse, Miami
- The Sagamore Collection, Miami
- UnicreditGroup Collection, Milano
- Fondazione Sandretto Re Rebaudengo, Torino
- Fondazione Cassa di Risparmio, Modena
- Metropolitana, Napoli
- Museo Fortuny, Venezia